# Linshu
Der Kreis Linshu (临沭县,  Línshù Xiàn) ist ein Kreis in der ostchinesischen Provinz Shandong. Er gehört zum Verwaltungsgebiet der bezirksfreien Stadt Linyi. Yinan hat eine Fläche von 1.010 km² und zählt 617.081 Einwohner (Stand: Zensus 2010). Sein Hauptort ist die Großgemeinde Linshu (临沭镇).